# زنبق میزوری
زنبق میزوری (نام علمی: Iris missouriensis) نام یک گونه از سرده زنبق است.